# Ivan Trofimovič Jerjomenko
Ivan Trofimovič Jerjomenko, (rusko Иван Трофимович Ерёменко) sovjetski častnik, vojaški pilot in letalski as, * 7. julij 1910, † 1. december 1986.
Denisov je v svoji vojaški službi dosegel 6 samostojnih zračnih zmag.

## Življenje
Med špansko državljansko vojno je letel v 1. in 2. zračni eskadrilji.